# خردق
الخردق هو كرات صغيرة من مادة الرصاص تحشى بها طلقات (الرصاصة أو الخرطوشة) بنادق الصيد. ومفردها خردقة وأصل الكلمة من اللغة التركية.
ويطلق اسم خردقة على بندقية صيد خفيفة مكتومة الصوت حيث لا تستعمل فيها المفرقعات. تطلق طلقة واحدة بضغط الهواء والطلقة خردقة صغيرة.
تختلف الرصاصة بحسب نوع البندقية فهناك رصاصة تشبه الرصاصة الحربية وهي للبنادق التي تستعمل لصيد الطرائد الكبيرة كالغزلان أو الحيوانات الضخمة. وهذه الطلقات تكون من الفولاذ ،وتختلف الطلقات في حجمها طبقا لعيار البندقية وطلقات البنادق العادية shotguns والتي تكون من غلاف بلاستيكي (حالياً) وبداخلها بارود وخردق. ويختلف عدد الخردق وحجمه وكذلك كمية البارود باختلاف نوع الطريدة المطلوب اصطيادها ولكمية البارود تأثير بسرعة اندفاع الخردق وكذلك لنوع الخردق وعدده داخل الطلقة.
بارودة أو بندقية الخردقة وتسمى إم حبة وإم صمته في دول الخليج، وعلمياُ تُعرف باسم بندقية الضغط الهوائي.
وتأتي بعدة أنواع وقياسات تبعاً لحجم الخردقة، 4.5 ملم، 5 ملم، 5.5 و5.6 ملم، و 6.35 ملم
وهي من حيث التقنية تعتمد على ضغط الهواء لإطلاق الخردقة. اما سرعة إطلاق الخردقة فتتراوح بين 160 متر بالثانية و380 متر بالثانية تبعاً لحجم حبة الخردق المستعملة ولقوة ضغط البندقية.

## التأثيل
أصل خُردق هي الكلمة الفارسية «خُرد» وتعني صغير ودقيق، ومنه خردة.